# Дискография Empire of the Sun
Дискография Empire of the Sun ведёт начало с 2008 года.

### Студийные альбомы
| Год  | Альбом                                                                        | Высшая позиция в чартах | Высшая позиция в чартах | Высшая позиция в чартах | Высшая позиция в чартах | Высшая позиция в чартах | Высшая позиция в чартах | Высшая позиция в чартах | Высшая позиция в чартах | Высшая позиция в чартах | Высшая позиция в чартах | Высшая позиция в чартах   | Сертификация                                            |
| Год  | Альбом                                                                        | Австралия               | Австрия                 | Фламандский регион      | Франция                 | Германия                | Ирландия                | Шотландия               | Новая Зеландия          | Великобритания          | Швейцария               | Соединённые Штаты Америки | Сертификация                                            |
| ---- | ----------------------------------------------------------------------------- | ----------------------- | ----------------------- | ----------------------- | ----------------------- | ----------------------- | ----------------------- | ----------------------- | ----------------------- | ----------------------- | ----------------------- | ------------------------- | ------------------------------------------------------- |
| 2008 | Walking on a Dream Выход: 4 октября 2008 Лейбл: EMI 2354032 Формат: CD, ЦД    | 6                       | 22                      | 27                      | 60                      | 31                      | 17                      | 30                      | 38                      | 19                      | 15                      | 97                        | AUS: 3×платиновый IRE: золотой UK: золотой GER: золотой |
| 2013 | Ice on the Dune Выход: 14 июня 2013 Лейбл: EMI Формат: CD, ЦД                 | 3                       | 37                      | 40                      | 26                      | 34                      | 26                      | 31                      | 16                      | 24                      | 7                       | 20                        | AUS: золотой                                            |
| 2016 | Two Vines Выход: 28 октября 2016 Лейбл: Virgin EMI Records Формат: CD, LP, ЦД | 7                       | -                       | 66                      | 168                     | -                       | 78                      | 41                      | 2                       | 42                      | 42                      | 51                        |                                                         |

### Синглы
| Год  | Сингл                       | Высшая позиция в чартах | Высшая позиция в чартах | Высшая позиция в чартах | Высшая позиция в чартах | Высшая позиция в чартах | Высшая позиция в чартах | Высшая позиция в чартах | Высшая позиция в чартах | Высшая позиция в чартах | Высшая позиция в чартах | Высшая позиция в чартах | Высшая позиция в чартах | Высшая позиция в чартах | Сертификация                                                 | Альбом             |
| Год  | Сингл                       | Австралия               | Новая Зеландия          | Великобритания          | Европа                  | Ирландия                | Бельгия                 | Италия                  | Швейцария               | Нидерланды              | Швеция                  | Франция                 | Германия                | Израиль                 | Сертификация                                                 | Альбом             |
| ---- | --------------------------- | ----------------------- | ----------------------- | ----------------------- | ----------------------- | ----------------------- | ----------------------- | ----------------------- | ----------------------- | ----------------------- | ----------------------- | ----------------------- | ----------------------- | ----------------------- | ------------------------------------------------------------ | ------------------ |
| 2008 | «Walking on a Dream»        | 10                      | 14                      | 64                      | 89                      | 8                       | 8                       | 16                      | 21                      | 29                      | 52                      | 82                      | 55                      | -                       | : 5×платиновый : серебряный диск : платиновый : золотой диск | Walking on a Dream |
| 2008 | «We Are the People»         | 24                      | -                       | 14                      | 15                      | 23                      | 20                      | 19                      | 20                      | -                       | 40                      | -                       | 1                       | 5                       | : золотой диск : платиновый : золотой диск                   | Walking on a Dream |
| 2009 | «Standing on the Shore»     | -                       | -                       | -                       | -                       | -                       | 63                      | -                       | -                       | -                       | -                       | -                       | -                       | -                       |                                                              | Walking on a Dream |
| 2009 | «Without You»               | -                       | -                       | -                       | -                       | -                       | -                       | -                       | -                       | -                       | -                       | -                       | -                       | -                       |                                                              | Walking on a Dream |
| 2010 | «Half Mast (Slight Return)» | -                       | -                       | -                       | -                       | -                       | -                       | -                       | -                       | -                       | -                       | -                       | -                       | -                       |                                                              | Walking on a Dream |
| 2013 | «Alive»                     | 22                      | -                       | 83                      | -                       | 63                      | 39                      | 9                       | 25                      | 94                      | -                       | 32                      | 39                      | 2                       | : платиновый : платиновый                                    | Ice on the Dune    |
| 2013 | «DNA»                       | -                       | -                       | -                       | -                       | -                       | 26                      | -                       | -                       | -                       | -                       | -                       | -                       | -                       |                                                              | Ice on the Dune    |
| 2013 | «Celebrate»                 | -                       | -                       | -                       | -                       | -                       | -                       | -                       | -                       | -                       | -                       | -                       | -                       | -                       |                                                              | Ice on the Dune    |
| 2016 | «High and Low»              | 66                      | -                       | -                       | -                       | -                       | -                       | -                       | -                       | -                       | -                       | -                       | -                       | -                       | : золотой диск                                               | Two Vines          |

### Клипы
| Год  | Название                    | Место съёмки                                         | Режиссёр          |
| ---- | --------------------------- | ---------------------------------------------------- | ----------------- |
| 2008 | «Walking on a Dream»        | Шанхай, Китай                                        | Джош Лог          |
| 2008 | «We Are the People»         | Мина, Нуэво-Леон и Хилитла, Сан-Луис-Потоси, Мексика | Джош Лог          |
| 2009 | «Standing on the Shore»     | Ланселин, Западная Австралия                         | Джош Лог          |
| 2009 | «Without You»               | Сидней, Австралия                                    | Джош Лог          |
| 2010 | «Half Mast (Slight Return)» | Нью-Йорк, США                                        | Нэш Эджертон      |
| 2013 | «Alive»                     | Брайс-Каньон, Юта, США                               | Джей Ди Диллард   |
| 2013 | «DNA»                       | Сан-Фернандо, Калифорния, США                        | Эмметт Маллой     |
| 2014 | «Celebrate»                 | Норянчжин — Джонго Кванджан, Сеул, Южная Корея       | Empire of the Sun |
| 2016 | «High and Low»              |                                                      | Empire of the Sun |
| 2017 | «Way to Go»                 |                                                      | Ryo Kitabatake    |

### Би-сайды
| Год  | Название             | Примечание                                                         | Сторона «А»             |
| ---- | -------------------- | ------------------------------------------------------------------ | ----------------------- |
| 2009 | «The Art of Driving» | Кавер на песню группы Black Box Recorder, для рекламы BMW Z4.      | «Standing on the Shore» |
| 2009 | «Romance to Me»      | Доступна для скачивания для подписчиков официального сайта группы. | «We Are the People»     |
| 2009 | «Girl»               | Доступна на специальном издании Walking on a Dream.                | «Without You»           |

### Другие релизы
| Год  | Название                 | Примечания                                                               |
| ---- | ------------------------ | ------------------------------------------------------------------------ |
| 2009 | «Breakdown»              | Доступна в iTunes и на специальном издании Walking on a Dream.           |
| 2009 | «Etude»                  | Доступна на специальном издании Walking on a Dream.                      |
| 2009 | «Romance to Me»          | Открыт для бесплатного скачивания с сайта группы.                        |
| 2012 | «The Dream Time Machine» | WZRD при участии Empire of the Sun.                                      |
| 2014 | «Tonight»                | Саундтрек фильма «Тупой и ещё тупее 2»                                   |
| 2014 | «Wandering Star»         | Саундтрек фильма «Тупой и ещё тупее 2»                                   |
| 2019 | «Chrysalis»              | Доступна для скачивания при заказе юбилейного издания Walking on a Dream |